# White River National Forest

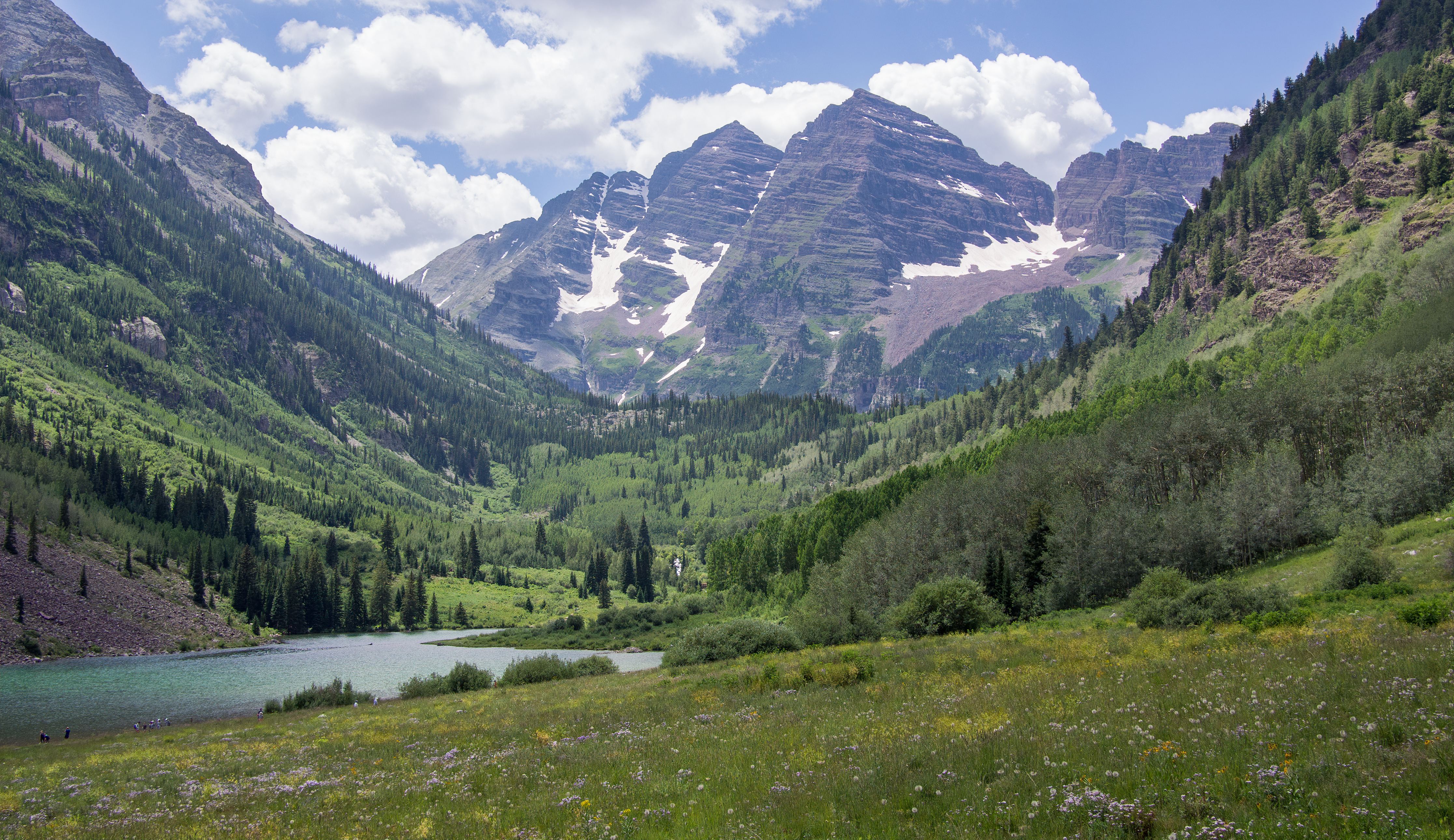
Die Maroon Bells im White River National Forest

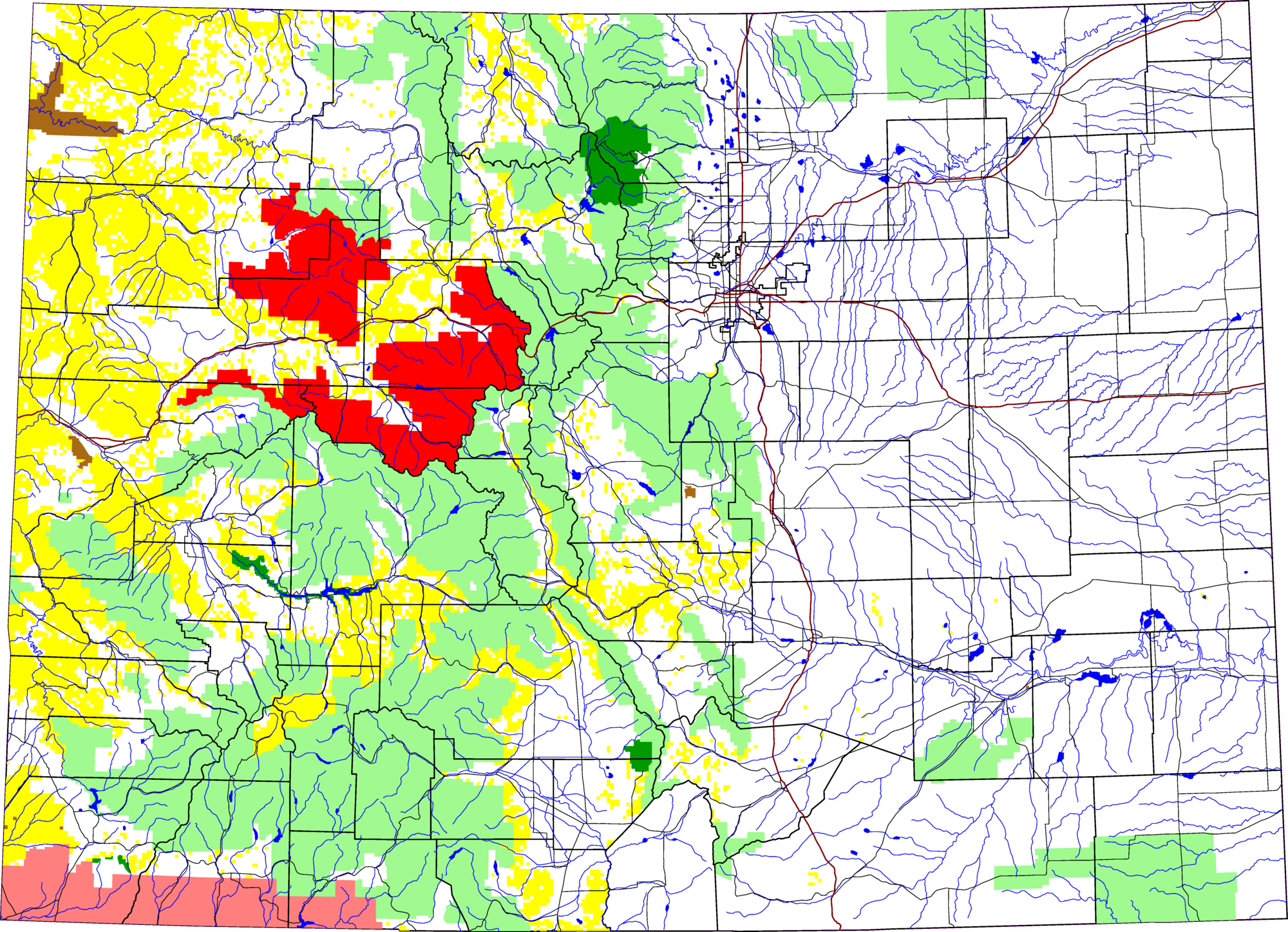
Rot markiert auf einer Landkarte von Colorado.

Der White River National Forest ist ein als National Forest klassifiziertes Gebiet im Nordwesten des US-Bundesstaates Colorado. Seinen Namen verdankt der Wald dem White River, der ihn durchfließt.
Die Skigebiete von Aspen und Vail befinden sich innerhalb des White River National Forest, außerdem die Maroon Bells, eine markante Formation von zwei nahe beieinanderliegenden Gipfeln der Viertausender-Kategorie nahe Aspen. 
Der Wald erstreckt sich über eine Fläche von ca. 8000 km².
Im White River National Forest liegt das Camp Hale - Continental Divide National Monument.